# Napeanthus riparius
Napeanthus riparius är en tvåhjärtbladig växtart som beskrevs av Philipson. Napeanthus riparius ingår i släktet Napeanthus och familjen Gesneriaceae. Inga underarter finns listade i Catalogue of Life.